# Alessia Russo (gimnasta)
Alessia Russo (Figline Valdarno, 24 de septiembre de 1996) es una deportista italiana que compite en gimnasia rítmica, en la modalidad de conjuntos.
Ganó una medalla de bronce en el Campeonato Mundial de Gimnasia Rítmica de 2023 y dos medallas de plata en el Campeonato Europeo de Gimnasia Rítmica de 2024.

## Palmarés internacional
| Campeonato Mundial | Campeonato Mundial | Campeonato Mundial | Campeonato Mundial |
| Año                | Lugar              | Medalla            | Prueba             |
| ------------------ | ------------------ | ------------------ | ------------------ |
| 2023               | Valencia (España)  | Medalla de bronce  | Equipo             |
| Campeonato Europeo |                    |                    |                    |
| Año                | Lugar              | Medalla            | Prueba             |
| 2024               | Budapest (Hungría) | Medalla de plata   | Concurso completo  |
| 2024               | Budapest (Hungría) | Medalla de plata   | Equipo             |